# Ліґі
Ліґі (пол. Ligi, нім. Liegen) — село в Польщі, у гміні Міломлин Острудського повіту Вармінсько-Мазурського воєводства.
Населення — 35 осіб (2011).
У 1975-1998 роках село належало до Ольштинського воєводства.

## Демографія
Демографічна структура станом на 31 березня 2011 року:
|          | Загалом | Допрацездатний вік | Працездатний вік | Постпрацездатний вік |
| -------- | ------- | ------------------ | ---------------- | -------------------- |
| Чоловіки | 17      | 3                  | 10               | 4                    |
| Жінки    | 18      | 0                  | 7                | 11                   |
| Разом    | 35      | 3                  | 17               | 15                   |